# 关于制止非法劫持航空器的公约
《关于制止非法劫持航空器的公约》（英語：Convention for the Suppression of Unlawful Seizure of Aircraft），简称《海牙劫机公约》（英語：Hague Hijacking Convention），是1970年国际航空法会议制订的国际公约。公约在荷兰海牙通过，于1971年10月14日生效，保存人是美国、英国和俄罗斯（继承自苏联）三国政府。

## 背景
缔约国考虑到非法劫持或控制航空器的行为危机人身和财产的安全，严重影响航班的经营，并损害世界人民对民用航空安全信任，为防止这类行为，制订本公约各条款。

## 内容
公约（第1条）定义了对飞行中的航空器的两种罪行：
1. 用暴力（威胁），或用任何其他恐吓方式，非法（企图）劫持或控制该航空器的行为；
2. 该行为的同犯。

公约（第2条）规定缔约国对上述罪行给予严厉惩罚。

## 北京議定書
2010年9月10日，国际民用航空组织在北京通过了《制止非法劫持航空器公约的补充议定书》，对原公约进行修訂和补充反恐罪行的条款；至2018年9月，获得27个国家的批准，並已于2018年1月1日因通過25國門檻而生效。